# نشان نینجا
نشان نینجا (به انگلیسی: Mark of the Ninja) یک بازی رایانه‌ای به سبک اکشن و مخفی کاری است که در سال ۲۰۱۲ توسط استودیوی بازی سازی مستقل Klei Entertainment ساخته و برای کنسول ایکس باکس ۳۶۰ و مایکروسافت ویندوز روانه بازار شد و در همان آغاز انتشار نظر و علاقه مثبت بسیاری از منتقدان و گیمرها را به خود نشان داد.

## روندبازی
نقطه قوت این بازی گیم پلی روان و در عین حال قدرتمند آن است که داستان ساده بازی را به دست فراموشی می‌سپارد. در این بازی از بسیاری از فنون مخفی کاری در بازی‌های هم گروه الهام گرفته شده و با انواع مکر و حیله‌های نینجایی قادر به در هم شکستن دشمنان تا بیخ دندان مسلح خود خواهید بود و محیط دو بعدی بازی در این امر نقش قابل توجهی دارد. در این بازی متوجه سنت شکنی در عرصه تاریخ بازی‌های رایانه‌ای اکشن خواهید شد، چرا که کشتن آخرین راه ممکن برای عبور از دشمنانتان نیست و می‌توان آنها را با استفاده از مواد دودزا یا بمب‌های صوتی فریب داد و از دید چشمشان به دور ماند. در ابتدای بازی به هوش نه چندان قوی نگهبانان پی خواهید برد ولی در مراحل پایانی و با روی کار آمدن کاراکترهای جدید و باهوش دشمن، کمتر از دید آنها در امان خواهید بود. وجود پوئن‌ها و گنج‌های مخفی که در لابه لای مراحل بازی و در میان کانال‌های زیرزمینی مخفی شده‌اند علاقه شما را به بازی دوچندان می‌کند و با در اختیارگرفتن سلاح‌های مختلف و آپگریدهایی که در مقاطع زمانی بازی به آنها دست خواهید یافت بازی را دلچسب تر خواهند نمود.

## داستان
داستان این بازی دربارهٔ روستای اسرارآمیز هیسومو (hisomu) است که برای دستیابی به گنج‌هایش توسط فردی به اسم Kelly Corporal از گروه Hessain Service مورد حمله واقع شده و استاد نینجای قهرمان داستان ما گروگان گرفته شده و اینجاست که نینجا برای آزادی استادش وارد عمل شده و استاد را آزاد می‌کند. در این قسمت داستان متوجه خواهید شد که نینجا یک قدرت فراطبیعی دارد که با استفاده از گیاهی شگفت‌انگیز اثر می‌کند و اختلالات عصبی بر روی نینجا می‌گذارد.
در اینجا نینجا متوجه می‌شود که حمله به روستا کار رئیس گرو به نام Karajan که عامل قتل‌ها و دزدی جواهرات صومعه است و کسی است که راز خطرناک گیاهان جادویی را می‌داند. پس انگیزه و مأموریت اصلی نینجا، کشتن Karajan است.

## گرافیک و صدا
طرح کلی این بازی به نوعی شباهت فراوانی با شنک اثر قبلی همین کمپانی دارد با این تفاوت که در رنگ‌بندی از هم متمایز خواهند شد. در بازی شنک بیشتر از جلوه‌های تصویری رنگارنگ استفاده شده ولی در بازی نشان نینجا بیشتر از رنگ‌های تیره و نوربندی کمتر بهره گرفته شده و از نقاشی‌های مصور و طراحی هنری فوق‌العاده قدرتمند الهام گرفته شده.
همچنین موسیقی بازی بسیار دلنشین و با نحوه بازی همخوانی کامل دارد و از موسیقی آسیای شرقی به خوبی بهره‌برداری شده.

## بازتاب‌ها
| گردآورنده  | امتیاز |
| ---------- | ------ |
| گیم‌رنکینگز | ۹۰٫۴۴٪ |
| متاکریتیک  | ۹۰/۱۰۰ |

| ناشر         | امتیاز |
| ------------ | ------ |
| وان‌آپ.کام    | ۹/۱۰   |
| یوروگیمر     | ۹/۱۰   |
| گیم اینفورمر | ۹/۱۰   |
| گیم رولیشن   | ۴٫۵/۵  |
| گیم‌اسپات     | ۸٫۵/۱۰ |
| آی‌جی‌ان       | ۹٫۰/۱۰ |
| ام! گیمز     | ۸۹/۱۰۰ |